# Tine Logar
Valentin „Tine” Logar (ur. 11 lutego 1916 w Horjulu, zm. 25 grudnia 2002 w Lublanie) – słoweński językoznawca i dialektolog.
W 1940 r. ukończył studia slawistyczne na Wydziale Filozoficznym Uniwersytetu w Lublanie. Doktoryzował się rok później. W latach 1947–1958 pracował jako dialektolog w Instytucie Języka Słoweńskiego przy Słoweńskiej Akademii Nauki i Sztuki. Do 1978 r. wykładał historię języka słoweńskiego i dialektologię na Wydziale Filozoficznym. W 1966 r. został mianowany profesorem zwyczajnym.
Wniósł istotny wkład w badania nad dialektami słoweńskimi. Wyniki jego pracy ogłoszono w publikacjach: Slovenska narečja (1975), Karta slovenskih narečij (1983).